# Girón (cantão)
Girón é um cantão do Equador localizado na província de Azuay.
A capital do cantão é a cidade de Girón.